# Lazi
Lazi is een gemeente in de Filipijnse provincie Siquijor op het gelijknamige eiland. Bij de laatste census in 2007 had de gemeente ruim 19 duizend inwoners.

## Geografie

### Bestuurlijke indeling
Lazi is onderverdeeld in de volgende 18 barangays:
| - Campalanas - Cangclaran - Cangomantong - Capalasanan - Catamboan - Gabayan - Kimba - Kinamandagan - Lower Cabangcalan | - Nagerong - Po-o - Simacolong - Tagmanocan - Talayong - Tigbawan - Tignao - Upper Cabangcalan - Ytaya |

## Demografie
Lazi had bij de census van 2007 een inwoneraantal van 19.440 mensen. Dit zijn 1.126 mensen (6,1%) meer dan bij de vorige census van 2000. De gemiddelde jaarlijkse groei komt daarmee uit op 0,83%, hetgeen lager is dan het landelijk jaarlijks gemiddelde over deze periode (2,04%). Vergeleken met de census van 1995 is het aantal mensen met 3.101 (19,0%) toegenomen.

De bevolkingsdichtheid van Lazi was ten tijde van de laatste census, met 19.440 inwoners op 70,64 km², 275,2 mensen per km².